# 동의보감 (드라마)
《동의보감》은 1991년 11월 4일 ~ 1991년 12월 17일까지 방영된 창사 30주년 특집 MBC 월화드라마이다.

## 출연

### 주요 인물
- 서인석 : 허준 역
- 이순재 : 유의태 역
- 김용림 : 허준 모 손씨 역
- 최불암 : 허준 부 허륜 역
- 이응경 : 다희 역
- 이경진 : 허준 처 역
- 이치우 : 삼적대사 김민세 역
- 임경옥 : 허준의 제자 미사 역
- 변희봉 : 양예수 역

### 주변 인물
- 한인수
- 정승현
- 박영지
- 신국
- 문용민
- 이원종
- 서권순
- 강미
- 김성일

### 그 외 인물
- 최선균
- 김일중
- 황인조
- 김인수
- 맹찬재
- 김선동
- 문용철
- 오지연
- 백승철
- 정선일
- 고영준
- 강문희
- 박용수
- 김나운
- 최지혜
- 정승현
- 김성일
- 김주영
- 정한헌
- 박희우
- 이성용
- 송나영

### 특별출연
- 김혜자
- 전운
- 임정하

## 같이 보기
- 《집념》
- 《허준》
- 《구암 허준》

| 문화방송 월화 미니시리즈                           | 문화방송 월화 미니시리즈                      | 문화방송 월화 미니시리즈                |
| 이전 작품                                          | 작품명                                        | 다음 작품                               |
| -------------------------------------------------- | --------------------------------------------- | --------------------------------------- |
| 내 마음은 호수 (1991년 9월 2일 ~ 1991년 10월 29일) | 동의보감 (1991년 11월 4일 ~ 1991년 12월 17일) | 약속 (1992년 1월 6일 ~ 1992년 2월 25일) |